# シンプルスマホ7
シンプルスマホ7はシャープが開発、製造しソフトバンクが2024年7月5日に発売した第5世代移動通信システム対応シニア向けスマートフォンである。

## 概要
CPUはSnapdragon 695 5Gを搭載し、OSはAndroid 14である。

## 歴史
- 2022年7月5日 発売[1]

## ソフトウェアアップデート履歴

### 2025年1月30日
- 特定条件下でごくまれに緊急速報メールが受信できない場合がある事象の改善
- メール作成画面の宛先設定画面にて「電話帳引用」による宛先反映が行われない場合がある事象の改善
- 特定のアプリ利用時、一部権限が意図せず変更されてしまう場合がある事象の改善
- セキュリティの向上

アップデート後のビルド番号は01.00.14になる。

### 2024年12月12日
- 「元気だよメール」送信時、歩数情報が含まれないことがある事象の改善
- 歩数計アプリの歩数計が正常に表示されないことがある事象の改善
- 音声通話中に特定の設定画面を開くと、エラー表示を繰り返すことがある事象の改善
- セキュリティの向上

アップデート後のビルド番号は01.00.13になる。

### 2024年9月26日
- MDMが端末に設定された機能制限の情報を正しく取得できないことがある事象の改善
- セキュリティの向上

アップデート後のビルド番号は01.00.11になる。

### 2024年8月20日
- ごくまれに初期設定が終了しない場合がある事象の改善
- セキュリティの向上

アップデート後のビルド番号は01.00.09になる。

### 2024年7月5日
- 電話帳登録済みの電話番号と通話した際、終話時に不適切なポップアップが表示される事象の改善

アップデート後のビルド番号は01.00.08になる。